# Гудрем, Дельта
Дельта Лия Гудрем (англ. Delta Lea Goodrem, род. 9 ноября 1984 года, Сидней, Новый Южный Уэльс) — австралийская певица и актриса. Подписав свой первый контракт с Sony в 15-летнем возрасте, Гудрем стала известной в 2002 году, исполнив в популярном телесериале «Соседи» роль Нины Таккер, после чего начала успешную музыкальную карьеру.

## Биография
Первый альбом певицы Innocent Eyes, значительная часть которого была создана ею в соавторстве с Кэти Деннис, вышел в 2003 году, разошёлся более чем миллионным тиражом и в течение 29 недель возглавлял австралийский чарт (поднявшись до #2 в Великобритании). Для работы над песнями второй пластинки Гудрем пригласила — помимо Деннис — Гэри Барлоу (Take That) и автора-продюсера Гая Чемберса, известного по работе с Робби Уильямсом. Результатом этого сотрудничества стал альбом Mistaken Identity, выпущенный летом 2005 года. Свой третий альбом Delta Гудрем записала, работая с Брайаном МакФадденом (Westlife), Стюартом Крайтоном и Томми Ли Джеймсом. Всего на 2008 год в мире продано более 5 миллионов её альбомов.
В 2003 году был поставлен диагноз: Болезнь Ходжкина. Пройдя успешный курс терапии, она значительную часть своего времени стала отдавать благотворительной деятельности, в частности, приняла активное участие в создании специального благотворительного сайта, призванного помогать подросткам, страдающим раковыми заболеваниями.
Встречалась с актёром и певцом Ником Джонасом, который младше её на 8 лет..
20 февраля 2012 года Celebuzz, The Telegraph, 9 News, Herald Sun подтвердили, что Ник и Дельта расстались. Они решили взаимно положить конец их отношениям. На данный момент, они оба сосредоточены на своей карьере, они идут по разным путям. Они остаются друзьями и желают друг другу самого лучшего в будущем.

## Дискография

### Студийные альбомы
| Название                    | Информация                                                                                              |
| --------------------------- | --- |
| Innocent Eyes               | - Релиз: 24 марта 2003 - Лейбл: Epic Records - Формат: CD • Цифровая дистрибуция • Аудиокассета • Винил |
| Mistaken Identity           | - Релиз: 8 ноября 2004 - Лейбл: Epic Records - Формат: CD • Цифровая дистрибуция • Аудиокассета         |
| Delta                       | - Релиз: 20 октября 2007 - Лейбл: Sony BMG - Формат: CD • Цифровая дистрибуция                          |
| Child of the Universe       | - Релиз: 26 октября 2012 - Лейбл: Sony Music - Формат: CD • Цифровая дистрибуция                        |
| Wings of the Wild           | - Релиз: 1 июля 2016 - Лейбл: Sony Music - Формат: CD • Цифровая дистрибуция                            |
| Only Santa Knows            | - Релиз: 12 ноября 2020 - Лейбл: Sony Music - Формат: CD • Цифровая дистрибуция • Винил                 |
| Bridge over Troubled Dreams | - Релиз: 14 мая 2021 - Лейбл: Sony Music - Формат: CD • Цифровая дистрибуция • Винил                    |

### Саундтрек
| Название            | Информация                                                                             |
| ------------------- | -------------------------------------------------------------------------------------- |
| I Honestly Love You | - Релиз: 11 мая 2018 - Лейбл: Sony Music Australia - Формат: CD • Цифровая дистрибуция |

## Видеоклипы
- 2001 — I Don't Care
- 2001 — A Year Ago Today
- 2002 — Born To Try
- 2003 — Lost Without You
- 2003 — Innocent Eyes
- 2003 — Not Me, Not I
- 2004 — Out Of The Blue
- 2005 — Mistaken Identity
- 2005 — Almost Here
- 2005 — A Little Too Late
- 2005 — Lost Without You (US Version)
- 2005 — Be Strong
- 2005 — The Analyst
- 2006 — Together We Are One
- 2006 — Flawed
- 2007 — In This Life (US Version)
- 2007 — Believe Again
- 2008 — You Will Only Break My Heart
- 2008 — In This Life (US version)
- 2008 — I Can't Break It to My Heart
- 2010 — Mistakes (with Brian McFadden)
- 2012 — Sitting On Top Of The World
- 2012 — Dancing With A Broken Heart
- 2012 — Wish You Were Here
- 2015 — Only Human
- 2015 — You And You Alone
- 2015 — Wings
- 2015 — Let It Snow (with Human Nature)
- 2016 — Dear Life
- 2016 — Enough (feat. Gizzle)
- 2016 — The River
- 2016 — Heavy
- 2017 — The Score
- 2018 — Love Is A Gift (with Olivia Newton-John)
- 2020 — Paralyzed

## Фильмография
- Hey Dad..! (1993)
- A Country Practice (1993)
- Police Rescue (1995)
- Соседи (Nina Tucker, 2002—2003)
- Северный берег (2005)[7]
- Ненависть к Элисон Эшли (2005)
- Отчаянные домохозяева (2017) (House Husbands (Izzy Dreyfus))
- Olivia: Hopelessly Devoted to You (2018) (Оливия Ньютон-Джон)
- Fire Fight Australia (2020)
- Together at Home (2020)
- Music from the Home Front (2020)
- Love Is in the Air (2023) (Dana)